# Martí Massafont Costals
Martí Massafont i Costals (Barcelona, 29 de març de 1918- Girona, juny de 2012). Fotògraf i dependent d'un comerç.
Martí Massafont Costals va manifestar des de petit la voluntat de ser fotògraf, però les necessitats econòmiques familiars li van fer descartar aquest ofici per, finalment, anar a treballar a la ferreteria Escatllar, a Girona. L'any 1947 va recuperar el vell projecte de dedicar-se a la fotografia i amb un préstec va aconseguir comprar una càmera rudimentària amb la qual va aprendre de forma totalment autodidacta les bases de la fotografia.
De dilluns a dissabte feia de dependent i els diumenges de fotògraf. S'instal·lava en zones de pas que li asseguraven la clientela, com el pont de Pedra, la rambla Verdaguer o a l'alçada del pont de la Palla o el de Sant Agustí. Malgrat que treballava tot l'any, els dies de més feina coincidien amb les Fires i Festes de Sant Narcís, el dia de Tots Sants, el Diumenge de Rams i el Divendres Sant, dies assenyalats en què s'aplegava el màxim de gent al carrer.
Les fotografies que feia durant el cap de setmana eren lliurades a domicili al cap de tres dies. Per complir amb els clients ell i la seva esposa Maria Fontanils dedicaven bona part de la nit a revelar-les al soterrani de casa seva, al carrer Canonge Dorca, on tenien muntat un rudimentari laboratori.
La bona relació amb diferents estaments i institucions de la ciutat li varen permetre fotografiar persones i llocs que no estaven a l'abast d'altres fotògrafs com ara l'Hospital de Santa Caterina, l'Hospital Militar, l'Hospici Provincial o alguns dels convents de la ciutat. Un capítol a part mereix la relació amb l'Escolania del Mercadal, on el seu fill Lluís va fer d'escolà durant uns anys. Martí Massafont fou l'encarregat de fotografiar algunes de les actuacions i activitats del cor, així com les Diades de Germanor, unes trobades anuals dels antics escolans de l'Escolania del Mercadal que Martí Massafont va fotografiar íntegrament fins a la mort del seu director, mossèn Ferran Forns.
El gran canvi en la seva carrera va arribar amb la compra d'una càmera Leica l'any 1951. La nova càmera i l'aparició dels flaixos van permetre que les fotografies de carrer i d'esdeveniments socials s'alternessin amb reportatges fotogràfics fets per encàrrec que varen permetre al fotògraf consolidar-se en la seva professió. Posteriorment també va adquirir una càmera Linhof Super Technika V amb la qual va realitzar treballs més professionals per encàrrec. El que en un principi era un treball de supervivència, amb el temps va arribar a proporcionar-li més guanys que la seva feina com a dependent. Malgrat això, va alternar les dues feines fins a la seva jubilació. Va morir a Girona el 12 de juny de l'any 2012.
Algunes de les seves fotografies varen ser publicades en premsa o en revistes locals, com el diari Los Sitios, la revista Vida Catòlica o la Revista de Girona.